# الفجور (جبلة)

تعديل مصدري - تعديل

الفجور محلة تابعة لقرية اذن، التابعة لعزلة المعشار بمديرية جبلة إحدى مديريات محافظة إب في الجمهورية اليمنية، بلغ تعداد سكانها 238 حسب تعداد اليمن لعام 2004.